# Metaleptea
Metaleptea is een geslacht van rechtvleugeligen uit de familie veldsprinkhanen (Acrididae). De wetenschappelijke naam van dit geslacht is voor het eerst geldig gepubliceerd in 1893 door Brunner von Wattenwyl.

## Soorten
Het geslacht Metaleptea omvat de volgende soorten:
- Metaleptea adspersa Blanchard, 1843
- Metaleptea brevicornis Johannson, 1763